# Cán hoa

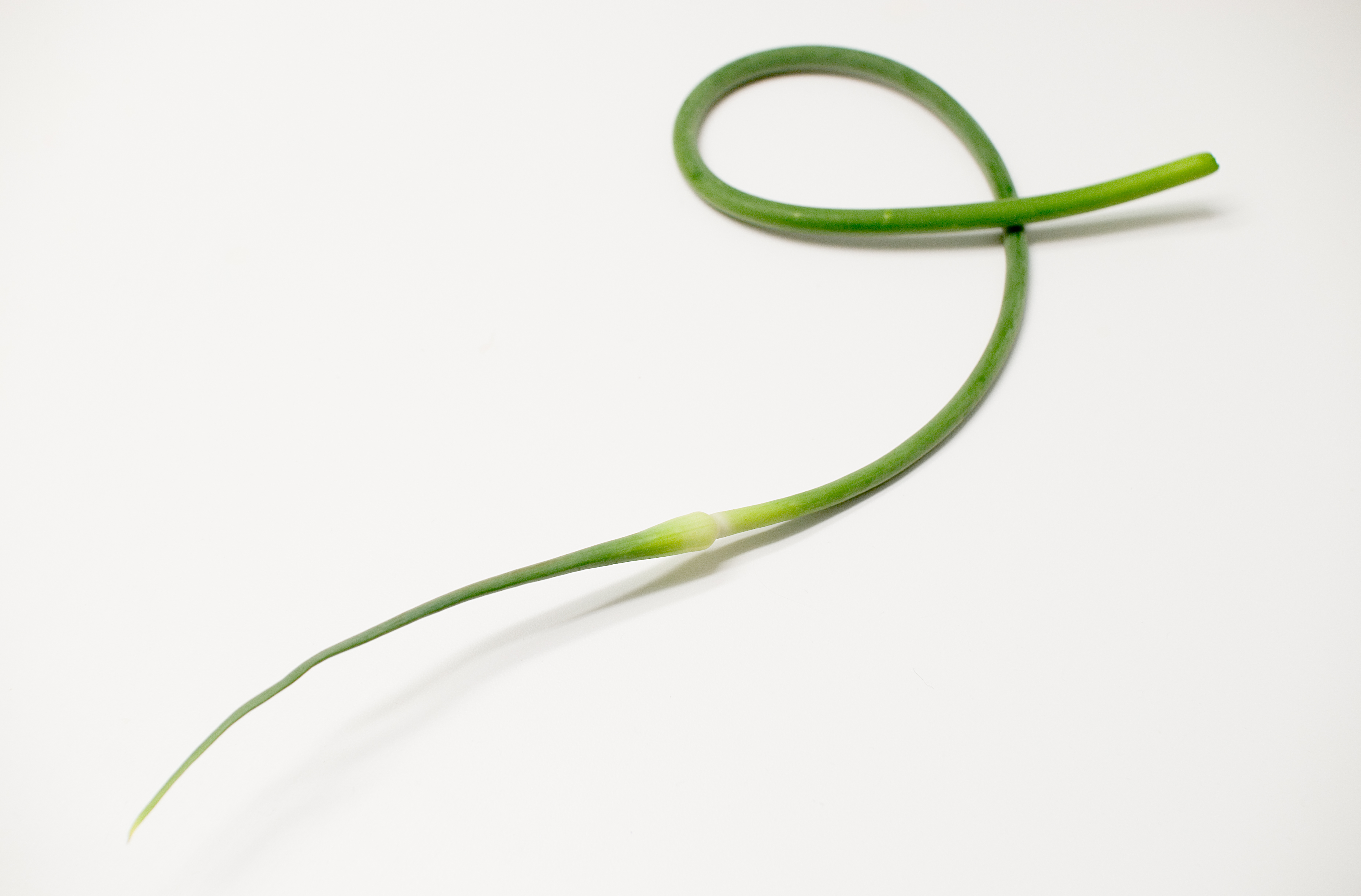
Cán hoa ở tỏi

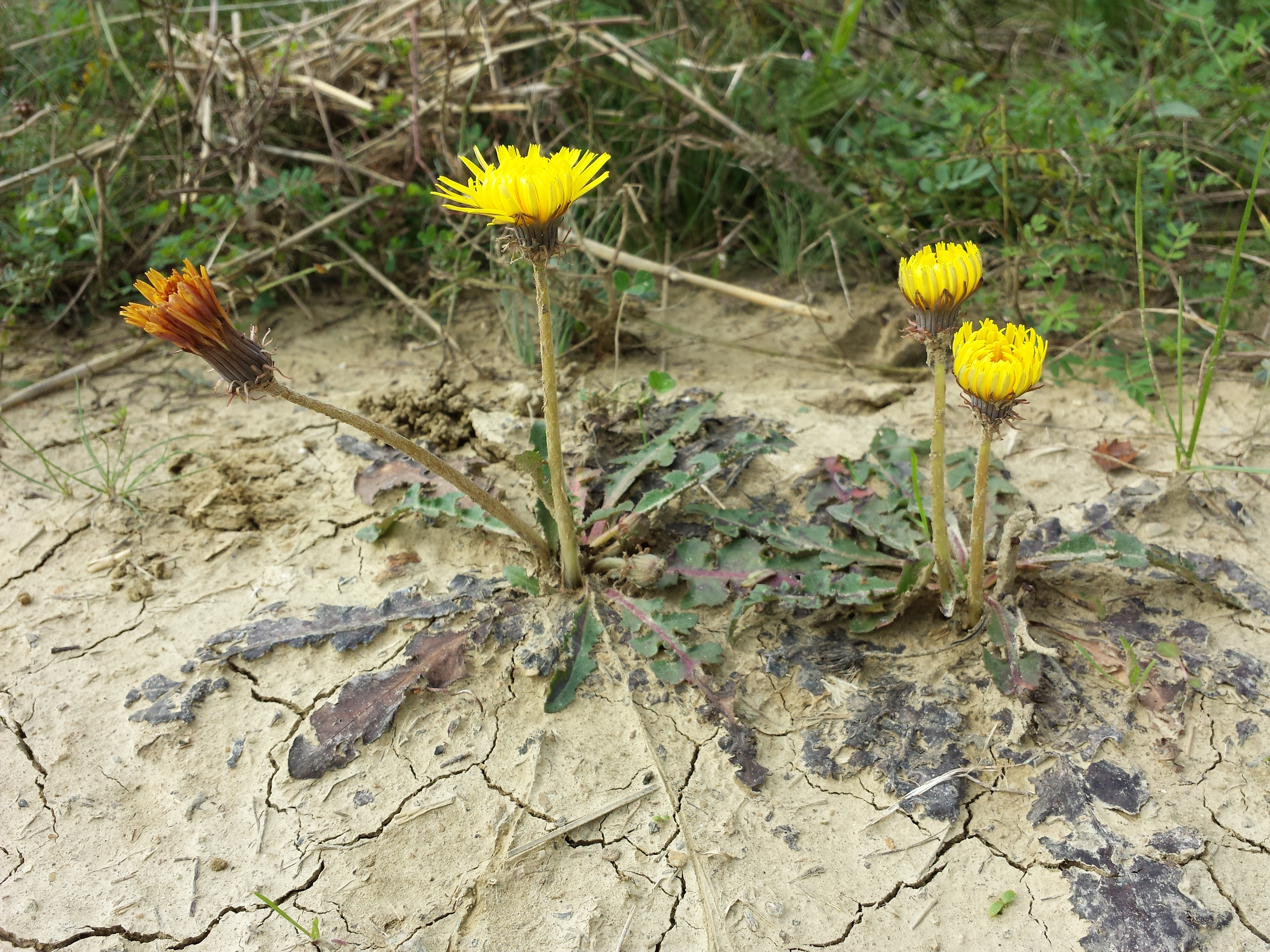
Bồ công anh có một hoa dạng đầu duy nhất ở cuối cán hoa

Trong hình thái học thực vật, cán hoa (tiếng Anhː scape) là một trục cụm hoa mọc ra từ một thân biến dạng bị nén hoặc thân ngầm với các đốt dưới rất dài và có ít hoặc không có lá bắc ngoại trừ phần gần trục chính (rachis) hoặc đế hoa. Thông thường, cán hoa có dạng thân cây dài, không có lá mọc trực tiếp từ thân hành, thân rễ hoặc cấu trúc ngầm hoặc dưới nước, trên đỉnh cán hoa tạo hoa.

## Từ nguyên và cách sử dụng
Từ scape (tiếng Latin scapus, bắt nguồn từ tiếng Hy Lạp σκᾶπος), khi được sử dụng trong thực vật học khá mơ hồ và tùy ý với nhiều định nghĩa khác nhau. Một số cách sử dụng cũ hơn chỉ đơn giản là dùng để chỉ thân cây hoặc cuống nói chung, nhưng cách sử dụng chính thức hiện đại có xu hướng thiên về những cách sử dụng như "một cuống hoa dài mọc trực tiếp từ rễ hoặc thân rễ", hoặc "một cuống dài, không lá hoặc gần như không lá, mọc trực tiếp từ gốc của cây, dù là 1 hay nhiều nhánh." Một số tài liệu khác đề cập đến cán hoa mọc trực tiếp từ mặt đất mà không phân tích hình thái. Ví dụ: "Một trục hoa hoặc cuống hoa không có lá mọc lên từ mặt đất, như ở hoa Cyclamen.

## Định nghĩa thực tế

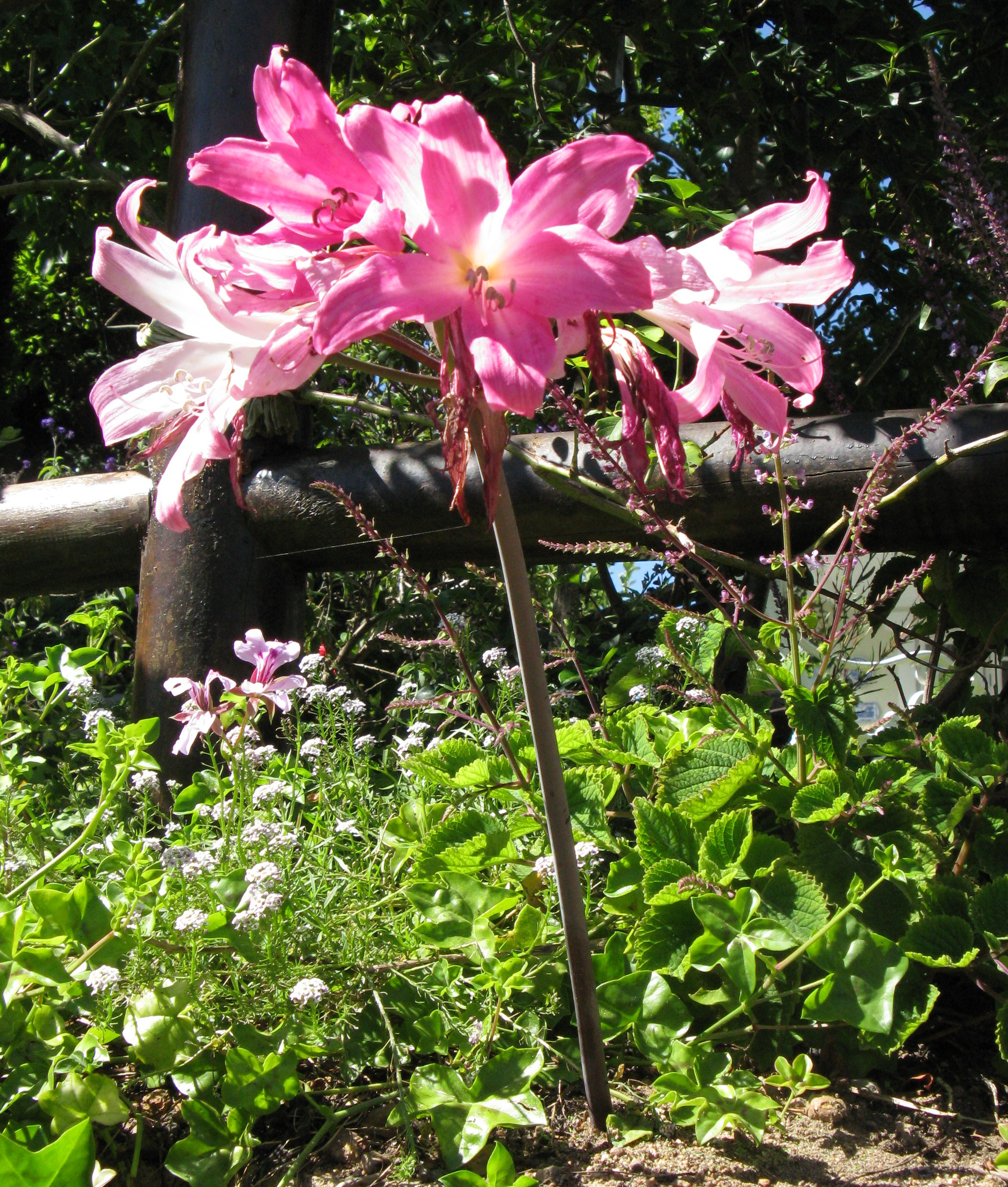
Cán hoa Amaryllis belladonna mọc trực tiếp từ củ ngay dưới lòng đất. Cán hoa này mang nhiều hoa

Xu hướng hiện đại là phân biệt rõ ràng thuật ngữ "scape" với các thuật ngữ có liên quan như pedicel (cuống hoa) và peduncle (trục cụm hoa). Ngày nay, người ta hiếm khi sử dụng thuật ngữ này cho các đối tượng như thân cây hoặc cụm hoa nói chung. Tuy nhiên, không dễ để tìm ra định nghĩa mạch lạc và đầy đủ tổng quát. Các ví dụ điển hình từ các nguồn trực tuyến có uy tín bao gồm: "một cuống hoa mọc trên hoặc bên dưới mặt đất ở một cây không có thân (acaulescent) ... nói chung: một cuống hoa...", "một cuống hoa không có lá ở những cây mọc từ một cụm lá và mang một hoặc nhiều hoa..." và một số ví dụ khác tương tự.
Tất cả những định nghĩa kể trên đều mang tính mô tả nhưng lại thiếu chính xác về mặt hình thái. Ngược lại, một ấn phẩm thực vật học chuyên nghiệp đã nêu vấn đề một cách rõ ràng theo hướng hình thái của chi Eriogonum: "Scapes (đoạn đốt đầu tiên)... Về mặt thực vật học, bất kỳ cấu trúc nào tương tự trong thực tế đều cần một đoạn đốt thân".

## Mô tả
Theo nghĩa thuần túy nhất, cán hoa là một thân cây nhẵn không có lá hoặc cành, cán hoa là một đốt thân đơn lẻ. Nó có thể bao gồm toàn bộ một cuống hoa chỉ có một hoa (ví dụ ở hoa Tulip) hoặc chỉ là đốt gốc của một cuống hoa. Điều này trái ngược với trục cụm hoa thông thường có nguồn gốc từ một nhánh hoặc từ toàn bộ một chồi.
Mỗi cán hoa có thể có một hoặc nhiều hoa, tùy thuộc vào loài. Khi cây có nhiều hơn một hoa, phần cuối của cụm hoa sẽ nằm ở trên cùng, giống như hoa Amaryllis . Hình thái này cũng tương tự như trục cụm hoa, tuy nhiên trục cụm hoa của cây Thùa Agave, theo nghĩa chặt chẽ thì không phải là một cán hoa vì có lá bắc và phân nhánh.
Cán hoa được ghi nhận trên các loài thực vật thuộc nhiều họ, bao gồm Amaryllidaceae, Asphodelaceae, Balsaminaceae, Liliaceae, Papaveraceae, Droseraceae và Violaceae.

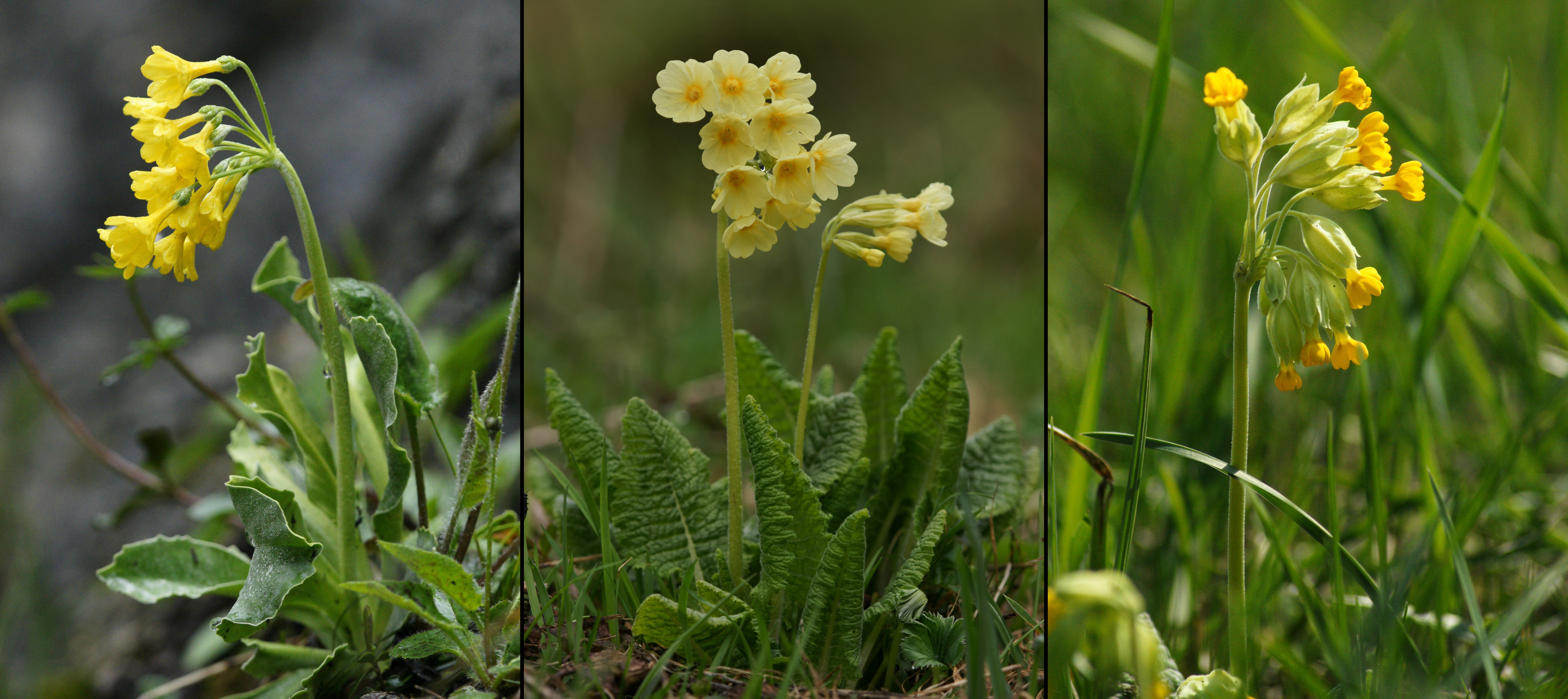
Cán hoa ở 3 loài thực vật (từ trái sang phải): Primula auricula, Primula elatior, Primula veris. Ảnh chụp tại Vorarlberg, Áo vào tháng 5/2009

## Sử dụng làm thực phẩm
Cán hoa ở hành lá, hành tăm, hẹ và tỏi được dùng làm rau.